# Antela
Antela (in greco antico: Ἀνθήλη?) era un villaggio dell'antica Grecia, di cui racconta lo storico Erodoto nelle sue Storie.

## Il mito
Si racconta che tale villaggio sorgesse a metà strada fra il fiume Fenice e le Termopili. Vicino alla cittadina scorreva l'Asopo e si festeggiava Demetra Anfizionide

### Interpretazione e realtà storica
Anfizione era uno dei figli di Deucalione. Un mito racconta che il re fondò una lega che coinvolse 12 popoli dell'epoca. Tale consiglio si radunava due volte all'anno: a Delfi ed a Antela (in autunno). Tale modello in seguito verrà studiato anche da Dionisio di Alicarnasso.